# 国際連合ブルンジ活動
国際連合ブルンジ活動（こくさいれんごうブルンジかつどう 英 United Nations Operation in Burundi, 仏Opération des Nations Unies au Burundi,ONUB）は2004年から2006年にかけて実施された国際連合平和維持活動(PKO)。
内戦状態であったブルンジにおいては、2003年に和平合意が成立したものの、停戦などの実施が課題であった。そこで安全保障理事会決議1545号が2004年5月21日に採択され、ブルンジにおいてPKO活動としてONUBが展開・実施されることとなった。
ONUBは停戦監視、武装解除の実施および市民の保護を目的としている。当初人員は兵員5,650名のほか、文民警官120名、軍事監視員200名、軍スタッフ125名からなっていた。2004年6月1日から展開を開始しているが、これはそれ以前より展開していたアフリカ連合のブルンジ・アフリカ・ミッション(AMIB)部隊を引き継ぐ形であった。和平活動が進展したことから、ONUBは2006年12月31日に解散し、その後の活動は2007年1月1日より国際連合ブルンジ統合事務所(BINUB)が引き継ぐこととなった。